# Trainefeuille
Le Trainefeuille est une rivière française coulant dans le département du Calvados, en région Normandie, et un affluent gauche du fleuve la Dives. 

## Géographie
De 14 km de longueur, Le Trainefeuille prend source sur la commune de Saint-Pierre-du-Bû, à l'ouest du bois de Saint-André, à 222 m d'altitude. Il s'appelle sur cette partie haute le ruisseau du Gué Pierreux, le ruisseau du Douit Dorgueil et le ruisseau de Traine-feuilles.
Il coule globalement du sud-ouest vers le nord-est.
Puis il traverse doucement la plaine de Trun, entouré de prairies, avant de rejoindre la Dives au hameau de Cantepie à Beaumais, à 48 m d'altitude.

### Communes et cantons traversés
Dans le seul département du Calvados, le Trainefeuille traverse les sept communes suivantes, de l'amont vers l'aval, de Saint-Pierre-du-Bû (source), La Hoguette fait la limite avec celle de Falaise, puis sépare Villy-lez-Falaise de Fresné-la-Mère, Morteaux-Coulibœuf, Beaumais (confluence)
Soit en termes de cantons, le Trainefeuille prend source et conflue dans le même canton de Falaise, dans l'arrondissement de Caen. Le Trainefeuille fait partie du territoire de la Communauté de communes du Pays de Falaise.

### Hydronyme
Le nom de Trainefeuille est très commun pour les ruisseaux.

### Bassin versant
Le trainefeuille traverse les trois zones hydrographiques suivantes de « Le Trainefeuille de sa source au confluent de la Dives (exclu) », « La Dives du confluent de la Filaine (exclu) au confluent du Trainefeuille (exclu) », « La Dives du confluent du Trainefeuille (exclu) au confluent de l'Ante (exclu) »,.

### Organisme gestionnaire
L'organisme gestionnaire est le SMBD ou Syndicat Mixte du Bassin de la Dives, sis à Saint-Pierre-sur-Dives.

## Affluents
Le Traînefeuille a cinq tronçons affluents référencés. Son principal affluent est le Traine-feuilles (rd),7 km avec un affluent et de rang de Strahler deux.
Les quatre auxtres affluents de moins de 5 km sont la Bonne eau (rd), 4 km, le cours d'eau 01 de Rochefort (rd), 2 km, le fossé 01 du Bauquet (rg), 1 km et le ruisseau du Gué Pierreux (rg), 1 km, tous sans affluent, donc de rang de Strahler un.

### Rang de Strahler
Donc le Trainefeuille est de rang de Strahler trois par la Traine-feuilles.

## Hydrologie
Le régime hydrologique du Trainefeuille est dit pluvial océanique.

## Aménagements et écologie

### Curiosités
- Bois de St-André
- Ferme du Gué Pierreux
- Manoir de Vesqueville